# Xu Wei (músico)

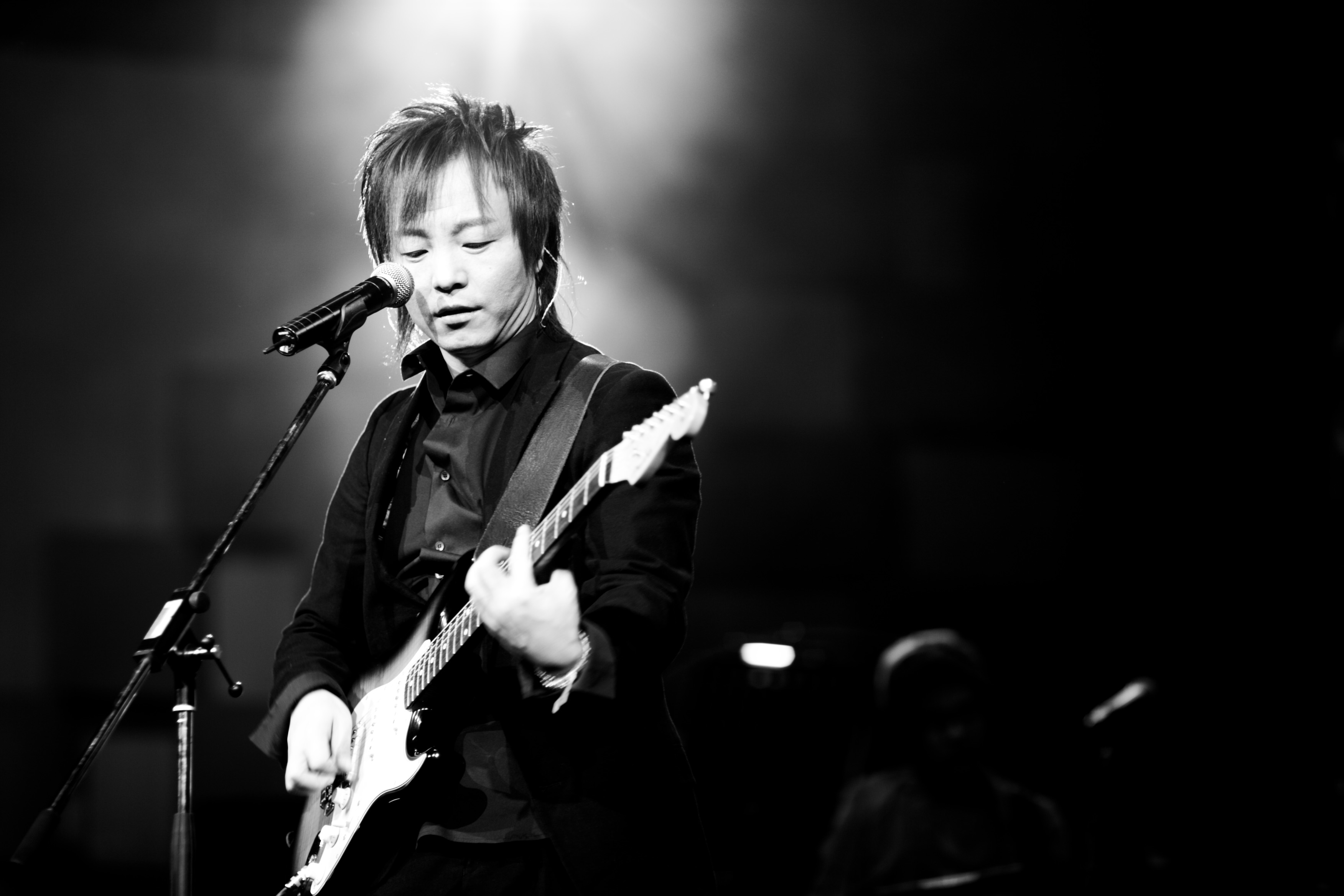
Xu Wei

Xu Wei (en chino simplificado: 许巍) es uno de los cantantes de rock más conocidos en China.
Xu Wei comenzó a tocar la guitarra, en 1984, a la edad de 16 años. En abril de 1986, participó en su primer concurso de guitarra en Xi'an, y ganó el primer premio. Tras componer su primera canción, Xu abandonó los exámenes de acceso a la universidad para intentar lograr su sueño musical.
A finales de 1987, Xu Wei se unió al Ejército Popular de Liberación, trabajando en la compañía de arte de la región militar de Shaanxi. En 1988, entró en contacto con el rock por primera vez. Al año siguiente, le ofrecieron unirse a la 'Fourth Military Medical University' pero descartó la oportunidad. Durante los tres años en el Ejército, Xu se dedicó a componer música y canciones, escribiendo varias canciones de corte pop.
Xu Wei dejó el Ejército en el invierno de 1990. Comenzó a darse a conocer como un destacado guitarrista.
En 1993 creó el grupo 飞 (Vuela), formado por los mejores músicos de Xi'an. Tiempo después, Xu Wei se convirtió en un solista muy dinámico, recibiendo elogios por su singular estilo. Actualmente sigue componiendo rock, pero su estilo ha sido mucho más influenciado por el pop.
- Datos: Q8045127
- Multimedia: Xu Wei (Vocalist) / Q8045127